# Ново Село (Новаци)
Ново Село (мкд. Ново Село) је насеље у Северној Македонији, у јужном делу државе. Ново Село припада општини Новаци.

## Географија
Насеље Ново Село је смештено у јужном делу Северне Македоније. Од најближег већег града, Битоља, насеље је удаљено 18 km источно.
Ново Село се налази у источном делу Пелагоније, највеће висоравни Северне Македоније. Насељски атар на западу је равничарски, док у источном делу издиже Селечка планина. Надморска висина насеља је приближно 620 метара.
Клима у насељу је континентална.

## Становништво
Ново Село је према последњем попису из 2002. године било без становника. Село је плански расељено због ширења копова угља.
Претежно становништво по последњем попису били су етнички Македонци.
Већинска вероисповест било је православље.